# Geocoryne
Geocoryne es un género de hongos en la familia Leotiaceae.